# Алиев, Нуреддин Мустафаевич
Нуреддин Мустафаевич Алиев (род. 19 августа 1949) — советский футболист, нападающий.

## Биография
Нуреддин Алиев родился 19 августа 1949 года.
Играл в футбол на позиции нападающего. В 1966 году впервые вошёл в заявку кировабадского «Динамо», выступавшего во второй группе класса «А», но не провёл ни одного матча за главную команду, ограничиваясь выступлениями за дубль, в составе которого забил 11 мячей.
В 1967 году дебютировал в «Динамо», провёл 28 матчей, забил 7 мячей и помог команде выйти в первую группу класса «А». В 1968 году сыграл 4 матча в чемпионате СССР, в основном выступая за дубль, в котором забил 11 мячей. В 1969 году после вылета во вторую группу забил 9 голов в 39 поединках.
По ходу сезона-70 перешёл в бакинский «Нефтчи», однако не сыграл ни за главную команду, ни за дубль.
В 1971—1973 годах продолжал играть в кировабадском «Динамо» во второй лиге. В сезоне-73 также был заявлен за «Апшерон» и «Нефтчи», в котором забил 2 мяча в 7 поединках первой лиги. В 1974 году провёл за бакинцев 22 матча, забил 1 гол.
В 1975 году играл во второй лиге за кировабадский «Прогресс».
В 1976—1978 годах выступал в первой лиге за ашхабадский «Колхозчи». В сезоне-76 на его счету 33 матча и 10 мячей, в сезоне-77 — 10 матчей и 3 мяча, в сезоне-78 — 23 матча и 4 мяча.